# Critère de stabilité de Barkhausen
Le critère de stabilité de Barkhausen fixe une condition nécessaire pour qu'un circuit consistant en un amplificateur et une boucle de contre-réaction, se mette spontanément à osciller. Ce critère ne permet cependant ni d'affirmer que les oscillations seront durables, ni qu'elles seront d'amplitude constante. Ce critère marque les débuts de l'étude des circuits oscillants ; sa portée a depuis été précisée par d'autres critères, comme le critère de Nyquist. 

## Forme du critère

amplificateur (haut) et boucle de contre-réaction.

Un amplificateur de gain {\displaystyle A} câblé à une boucle de contre-réaction à fonction de transfert (linéaire) {\displaystyle \beta (\mathrm {j} \omega )} peut se mettre à osciller en continu lorsque les deux conditions suivantes sont remplies, :
1. condition sur l'amplitude : il faut que le gain de contre-réaction soit de 1, c'est-à-dire : {\displaystyle |\beta (\mathrm {j} \omega )\cdot A|=1;\,}
2. condition sur le déphasage : le déphasage doit, pour la fréquence de l'oscillateur, produire une contre-réaction positive. Cette condition est assurée lorsque le déphasage est un multiple entier de {\displaystyle 2\pi } : {\displaystyle \angle \beta (\mathrm {j} \omega )\cdot A=2\pi n;\qquad n\in 0,1,2,\dots \,}

Cette condition est nécessaire mais non suffisante pour qu'apparaissent des oscillations stables : en général, en effet, ni l'amplificateur, ni la fonction de transfert ne sont linéaires, bien que le circuit produise des oscillations. Le critère de stabilité de Nyquist donne une condition nécessaire et suffisante d'instabilité du système, mais ne dit rien de la stabilité des oscillations. On ne dispose d'aucun critère de stabilité général pour la production d’oscillations stables.

## Domaine d'application
Ce critère de stabilité a été conçu et énoncé à une époque où la fréquence de coupure des circuits amplificateurs (au-delà de 100 MHz) dépassait de plusieurs ordres de grandeur la fréquence des circuits oscillants (en dessous d'1 MHz), et où les moyens de mesure ne permettaient d'ailleurs pas de la quantifier. C'est pourquoi l'énoncé ci-dessus suppose que le signal de sortie de l'amplificateur réagit instantanément au signal d'entrée, sans déphasage (retard = 0) ; mais cette hypothèse tombe en défaut lorsque la fréquence augmente, ce qui conduit à la conclusion (erronée) selon laquelle un oscillateur à portes NAND ne pourrait exister, bien que le gain de contre-réaction soit sensiblement supérieur à 1 : or, ce genre de circuit produit des oscillations très stables et fidèles, au point qu'on peut déterminer a priori leur fréquence à partir du temps de réponse.
Le critère de Barkhausen ne s'applique pas non plus aux topologies d'oscillateur comme les oscillateurs à relaxation, qui exploitent les caractéristiques négatives d'un dipôle. Il existe en vérité beaucoup de circuits oscillants dont les fonctions de transfert ne vérifient pas le critère de stabilité de Barkhausen. Ainsi, dans un circuit à réaction, un amplificateur déclenche des oscillations à deux fréquences très écartées, mais couplées. Dans le cas de l’effet Larsen, les fonctions de transfert nous sont le plus souvent inconnues, et ne sont en tous cas presque jamais linéaires : c'est pourquoi on ne peut prévoir qu'« en gros » la fréquence du sifflement ; ce qui n'empêche pas le phénomène d'être très reproductible.

## Formulation incorrecte de Barkhausen
Les premiers énoncés et le nom même de ce critère sont d’Heinrich Barkhausen, qui a le premier formulé cette condition dans les années 1920, et l'a publiée au tome III de son traité des circuits électriques ; mais dans une version d'abord incorrecte, que l'on retrouve encore souvent reproduite dans la littérature technique germanophone de l'entre-deux guerres.
Pour l'obtention de ce qu'il appelait « oscillations auto-induites », Barkhausen partit d'une hypothèse finalement gratuite, selon laquelle la stabilité intervient en général pour {\displaystyle |\beta (\mathrm {j} \omega )\cdot A|<1\,}, et l'instabilité pour {\displaystyle |\beta (\mathrm {j} \omega )\cdot A|\geq 1\,} : c'est qu'en effet, il faut que {\displaystyle |\beta (\mathrm {j} \omega )\cdot A|=1\,} pour que des oscillations soient stables. La modélisation mathématique n'était encore, il faut le dire, que balbutiante, et il faudra attendre quelques années de plus pour le critère de stabilité de Nyquist et de Felix Strecker tire au clair la situation.